# Гледвин Џеб
Хјуберт Мајлс Гледвин Џеб, 1. барон Гледвин  (енгл. Hubert Miles Gladwyn Jebb, 1st Baron Gladwyn; Јоркшир, 25. април 1900 — Сафок, 24. октобар 1996) је био британски политичар и дипломата.
Током Другог светског рата и бомбардовања Енглеске је био члан Министарства рата (енгл. Ministry of Economic Warfare), у периоду од 1940. године до 1942. године.
У октобру 1945. године постаје вршилац дужности генералног секретара ОУН-а, и ту функцију врши до фебруара 1946. године. Касније је био и британски представник у УН-у (1950—1954), те амбасадор у Француској (1954—1960). Преминуо је у 97. години.